# PalaSoldà
Il PalaSoldà è un palazzetto dello sport di Valdagno in provincia di Vicenza in Veneto.
Il palasport è stato utilizzato fino al 2008 dall'Hockey Valdagno 1938 per la disputa delle partite casalinghe.

## Struttura
Di pianta rettangolare, è costituito da una tribuna da 1000 posti e da 2 curve di 250 ognuna. È una struttura polifunzionale dove si possono praticare diversi sport:
- hockey su pista
- pallacanestro
- pallavolo
- calcio a 5